# Clinocarinispa
Clinocarinispa es un género de escarabajos  de la familia Chrysomelidae. Contiene las siguientes especies:
- Clinocarinispa bisbicarinata Uhmann, 1935
- Clinocarinispa debeauxi Uhmann, 1940
- Clinocarinispa fasciata (Weise, 1910)
- Clinocarinispa fasciatipennis (Pic, 1932)
- Clinocarinispa humeralis (Fabricius, 1801)
- Clinocarinispa plaumanni Uhmann, 1938
- Clinocarinispa sauveuri (Chapuis, 1877)
- Clinocarinispa subhomalina Uhmann, 1938
- Clinocarinispa vinculata (Weise, 1905)